# رود هلمه
رود هلمه رودی است به اونشتروت می‌ریزد. این رود از کشور آلمان می‌گذرد.